# Västerbo
Västerbo är en liten by i Hedesunda socken, Gävle kommun. Den är känd i skriftliga källor sedan år 1679. Byn upphörde på 1930-talet. Grannby är Byrilsbo. Byn ligger strax öster om riksväg 56 i höjd med Främlingshem.